# Row Heath
Row Heath is een gehucht in het bestuurlijke gebied Tendring, in het Engelse graafschap Essex. Het ligt iets ten westen van de A133 van Colchester naar Clacton-on-Sea en maakt deel uit van de civil parish St. Osyth.